# Air France-KLM
Air France-KLM mit Sitz in Paris ist eine börsennotierte Holdinggesellschaft, die seit 2004 die weiterhin rechtlich eigenständigen Fluggesellschaften Air France und KLM umfasst. Größter Aktionär ist mit 28,6 Prozent der französische Staat. Der niederländische Staat hält seit Februar 2019 einen Anteil von insgesamt 9,3 Prozent.
2020 geriet Air France-KLM aufgrund der COVID-19-Pandemie und den damit verbundenen erheblichen Einschränkungen im weltweiten Flugverkehr in finanzielle Schwierigkeiten. Im April 2020 kündigten die Regierungen von Frankreich und den Niederlanden an, den beiden Fluggesellschaften staatliche Unterstützungen in Höhe von bis zu 9 Milliarden Euro zukommen zu lassen. Der französische Wirtschaftsminister Bruno Le Maire stellte finanzielle Hilfen in Höhe von sieben Milliarden Euro in Aussicht, davon drei Milliarden an Staatskrediten und vier Milliarden Garantien für Bankdarlehen. Daran seien Forderungen nach mehr Rentabilität und Umweltbewusstsein geknüpft, den Hilfen müsse aber noch die EU-Kommission zustimmen. Der niederländische Finanzminister Wopke Hoekstra gab an, Air France-KLM Hilfen zwischen zwei bis vier Milliarden Euro zukommen zu lassen.
Zum Jahresende 2023 erwirtschafteten 76.000 Mitarbeiter einen Umsatz von 30,0 Milliarden Euro. Im Jahr 2023 transportierte Air France-KLM 94 Millionen Passagiere weltweit. Mit Stand Ende 2023 umfasste die Flotte 551 Flugzeuge.
Am 12. Juli 2023 wurden eine Aktienzusammenlegung im Verhältnis 10:1 sowie die Änderung der ISIN (neu: FR001400J770) zum 31. August 2023 bekannt gegeben.

## Tochtergesellschaften
Es befinden sich mehrere Fluggesellschaften zu 100 % im Besitz von Air France-KLM:
- Air France
  - Air France Cargo (Frankreich)
  - Air France Hop (Regionalfluggesellschaft, Frankreich)
  - Transavia France (60 %) (Billigfluggesellschaft, Frankreich)

- KLM
  - KLM Cargo (Niederlande)
  - KLM Cityhopper (Niederlande)
  - KLM Asia (Taiwan)
  - Martinair (früher Passagierfluggesellschaft bis 2014) (Frachtfluggesellschaft, Niederlande)
  - Transavia Airlines (Billigfluggesellschaft, Niederlande)
    - Transavia France (40 %) (Billigfluggesellschaft, Frankreich)

ehemalige Tochtergesellschaften
- CityJet (Irland, verkauft an Intro Aviation)

## Beteiligungen
Zusätzlich werden an folgenden Unternehmen kleinere Anteile gehalten:
- Kenya Airways zu 26 %
- Air Corsica zu 12 %
- Air Tahiti zu 7 %
- Air Mauritius zu 5 %
- High Speed Alliance zu 10 %

Im Dezember 2007 wurden Pläne zur vollständigen Übernahme der Alitalia bekanntgegeben. Diese scheiterte jedoch Anfang April 2008 am Widerstand der Gewerkschaften, die einen massiven Stellenabbau befürchteten.
Air France-KLM gab im Oktober 2023 bekannt, in Zukunft 19,9 % der skandinavischen Airline SAS zu übernehmen.